# Agawa kantalowa
Agawa kantalowa (Agave cantula Roxb.) – gatunek rośliny z rodziny agawowatych. Pochodzi z Meksyku, w uprawie występuje na Filipinach i Indii.

## Morfologia
Z wyglądu podobna do agawy sizalowej, lecz mniejsza wielkością. Liście mięsiste z ciemnymi kolcami na brzegu.

## Zastosowanie
- Liście wykorzystuje się w medycynie ludowej w Ameryce Środkowej jako środek przeciwrakowy
- Włókno otrzymywane z liści o nazwie cantala lub maguey jest używane tak jak sizal. Uprawiana jest na bardzo wytrzymałe włókno przędzalnicze (włókno kantala lub maguey), z którego sporządza się liny, powrozy, hamaki, sieci.
- Rdzeń dolnej części pędu kwiatowego służy jako pokarm[4].